# Justus de Verwer
Justus de Verwer (Amsterdam, 1625 of 1626 - aldaar, 1689) was een Nederlands kunstschilder en tekenaar uit de periode van de Gouden Eeuw. Hij vervaardigde voornamelijk marines. De Verwer was een zoon en leerling van Abraham de Verwer en volgde hem na in stijl en thema.
Van 1651 tot 1656 was hij in dienst van de Vereenigde Oostindische Compagnie en maakte uit dien hoofde een reis naar Oost-Indië. Vervolgens vestigde hij zich in Amsterdam, waar hij in 1659 in het huwelijk trad met Fijtje Caspers.
De Verwer werd op 12 november 1689 in Amsterdam begraven.